# Fotografias de Trump com o punho levantado
O fotojornalista americano Evan Vucci capturou uma série de fotos de Donald Trump levantando o punho direito logo após ser ferido durante uma tentativa de assassinato em um comício político perto de Butler, na Pensilvânia, em 13 de julho de 2024. Em algumas das fotos, a boca de Trump está aberta enquanto ele diz "Fight!" (em português:  "Lutem!"). Em outras, a boca de Trump está fechada. As fotografias foram amplamente republicadas nas redes sociais, sendo avaliadas como uma imagem pública resiliente de Trump em meio às eleições presidenciais de 2024. Vários críticos elogiaram o trabalho de Vucci, incluindo sua composição, exibição de cores e uso de ângulos agudos, como um dos melhores trabalhos do fotojornalismo.

## Antecedentes
"Foi uma situação em que essa vasta experiência absolutamente [prepara você]. Ter essa experiência atrás de você meio que permite que você permaneça calmo. Não foi a primeira vez que estive nessa situação. Então consegui manter a cabeça, consegui pensar. Consegui compor fotos. Acho que todos nós estávamos lá e apenas permanecemos no momento, permanecemos na história. Na minha cabeça, eu ficava dizendo para mim mesmo: 'vai devagar, vai devagar. Componha, componha.' Ok, o que vai acontecer a seguir? O que está acontecendo aqui? O que está acontecendo lá? Apenas tentando obter todos os ângulos disso."

–Vucci sobre como seu trabalho anterior afetou a fotografia da tentativa de assassinato.
Em um comício de campanha perto de Butler, Pensilvânia, em 13 de julho de 2024, o ex-presidente Donald Trump, então o candidato presumível do Partido Republicano à presidência na eleição presidencial nos Estados Unidos em 2024, foi baleado em uma tentativa de assassinato.
Evan Vucci, fotógrafo-chefe da Associated Press (AP) em Washington, D.C., foi um dos quatro fotógrafos estacionados em uma área tampão perto do palco.
Ele cobriu Trump durante anos e fotografou centenas de comícios políticos e cobriu as guerras do Iraque e do Afeganistão.
Anteriormente ele ganhou um Prémio Pulitzer em 2021, como parte de uma equipe da AP que cobriu os protestos contra a morte de George Floyd. Vendo os agentes do Serviço Secreto dos Estados Unidos correndo em direção a Trump, Vucci correu para ter uma visão melhor e começou a fotografar. "Eu sabia que era um momento na história americana e que tinha que ser documentado", disse ele sobre a tentativa de assassinato.

## Recepção artística

### Composição
As fotografias de Evan Vucci retratam Donald Trump momentos após uma tentativa de assassinato. Seu punho direito está levantado no ar e há sangue em seu rosto. Ele está cercado por agentes do Serviço Secreto dos Estados Unidos, um dos quais olha para a câmera. Uma bandeira dos Estados Unidos tremula ao fundo, em frente a um céu azul. Em algumas das fotografias de Vucci, a boca de Trump está aberta enquanto ele grita "Fight!" Em outras, os lábios de Trump estão franzidos.
Uma versão sem cortes mostra Trump segurando um boné com a inscrição "Make America Great Again" na mão esquerda.
Uma análise publicada por Sara Oscar para The Conversation disse que "[para] entender exatamente o que torna esta imagem tão poderosa, há vários elementos que podemos analisar; [...] Os agentes form[ando] uma composição triangular que coloca Trump no vértice; [...] O agente nos atra[indo] para a imagem, ele olha para nós, vê o fotógrafo e, portanto, parece nos ver; [...] Contra um céu azul, todo o resto da imagem é vermelho, branco e azul marinho. Os filetes de sangue que escorrem pelo rosto de Trump ecoam nas listras vermelhas da bandeira americana, que se alinham com o vermelho republicano do pódio." Oscar observou a sabedoria de Vucci sobre "a importância de manter um senso de compostura fotográfica para ser capaz de obter 'a foto', de ter certeza de cobrir a situação de vários ângulos, incluindo capturar a cena com a composição e luz corretas."

### Perspectiva
Escrevendo no The Washington Post, Philip Kennicott descreveu uma fotografia de boca fechada como "fortemente construída, com ângulos agressivos que refletem o caos e o drama do momento, e um poderoso equilíbrio de cores, todo vermelho, branco e azul, incluindo o céu azul acima e a faixa decorativa vermelha e branca abaixo. Trump parece emergir de uma versão desconstruída de suas cores básicas".

### Jornalismo
A fotografia de boca aberta de Vucci e outras imagens notáveis do tiroteio feitas por Anna Moneymaker da Getty Images e Doug Mills do The New York Times rapidamente se tornaram conhecidas nas redações como a "foto do Evan", a "foto da Anna" e "a foto da bala", respectivamente. As fotografias apareceram nas primeiras páginas dos jornais nos Estados Unidos, Reino Unido e Austrália. Duas fotografias de Vucci foram usadas quase 4.100 vezes por clientes da AP no dia seguinte ao tiroteio, em comparação com as típicas 700-800 vezes para a foto mais usada da semana.

### Fotografia
Fraser Nelson, do The Spectator, compartilhou um sentimento semelhante, dizendo que "[qualquer crítico] teria reconhecido instantaneamente que esta é uma fotografia única em uma geração – uma imagem que se tornará uma das mais potentes da política e da história americana", e saudou o trabalho de Vucci como "fotojornalismo em sua forma mais poderosa... a imagem será lembrada como uma das fotografias políticas mais importantes já tiradas". Tyler Austin Harper do The Atlantic, descrevendo uma das fotografias de boca aberta, escreveu que ela "se tornou imediatamente lendária", e "Não importa como você se sinta em relação ao homem em seu centro, é inegavelmente uma das grandes composições da história fotográfica dos EUA."
Jeremy Barr escreveu no Post que uma das versões de boca aberta "certamente entraria no panteão da fotografia americana". Geordie Gray escreveu no The Australian que uma das fotografias de boca aberta estava "destinada a se tornar uma das imagens definidoras do nosso tempo", descrevendo-a como "perfeitamente composta". Ashima Grover no Hindustan Times descreveu uma fotografia de boca aberta como uma "foto americana lendária para a posteridade".

## Impacto político

### Mídia social
As fotografias de Vucci foram amplamente compartilhadas na internet. Os republicanos e aliados de Trump divulgaram a foto imediatamente após o evento; alguns usaram a foto como "uma oportunidade para divulgar teorias da conspiração e alimentar tensões políticas". Observando que as fotografias apareceram rapidamente em memes da Internet, Jason Farago do Times disse que "a imagem de autoridade também convida à sua própria paródia; esse é o segredo da sua força". Harper previu que a fotografia seria usada em mercadorias e anúncios de campanha, e que a imagem ajudaria Trump a vencer as eleições .

### Análise histórica
Kennicott escreveu que "É uma fotografia que pode mudar [os Estados Unidos d]a América para sempre", comparando-a ao filme de Zapruder e à imagem de 1988 de Michael Dukakis em um tanque. Farago comparou as fotografias com a pintura de Eugène Delacroix de 1830, A Liberdade guiando o povo, e A morte do major Peirson, 6 de janeiro de 1781, de John Singleton Copley.
Yudhajit Shankar Das, do India Today, antecipou o trabalho de Vucci como uma "fotografia definidora da história dos EUA", e observou que seu trabalho anterior fotografando no Iraque devastado pela guerra provavelmente o absolveu do medo de balas. Das refletiu que o trabalho de Vucci poderia "atuar como a menina do napalm" nas eleições de 2024. Carla Bleiker, da Deutsche Welle, descreveu uma das fotografias de boca fechada como uma "imagem para os livros de história". Ela comparou com Raising the Flag on Iwo Jima. Ela comparou a bandeira americana no que é a peça central da imagem de Iwo Jima com a bandeira dos Estados Unidos no fundo da imagem de Vucci, observando a importância da bandeira como uma imagem cultural para os americanos, especialmente os conservadores. Piers Morgan disse: "Já é uma das fotografias mais icônicas da história americana — e suspeito que impulsionará Donald Trump de volta para a Casa Branca".

### Simbolismo
Kennicott escreveu: "A foto de Vucci criará uma realidade mais real do que a realidade, transformando o caos e a confusão de alguns momentos de perigo no palco na Pensilvânia em um ícone insuperável da coragem, determinação e heroísmo de Trump". Ele a descreveu como "densamente repleta de marcadores de nacionalismo e autoridade — a bandeira, o sangue, os rostos urgentes dos agentes federais em ternos escuros", e previu que encorajaria mais violência política. Farago escreveu que as fotos transmitiam uma mensagem diferente do vídeo: "[O] punho tinha um aspecto mais guerreiro, sugerindo destemor e indomabilidade". Carla Bleiker, da Deutsche Welle, escreveu: "O punho erguido de Trump e sua expressão facial, acentuada pelos respingos de sangue em sua bochecha, podem ser lidos como uma declaração de desafio diante da adversidade", em um "gesto de 'Ainda estou de pé'".

### Imagem política
Benjamin Wallace-Wells, do The New Yorker, escreveu sobre uma fotografia não cortada de boca fechada: "Já é a imagem indelével de nossa era de crises e conflitos políticos." Ele observou que "alguns dos elementos da imagem de Vucci são familiares aos inúmeros outros de Trump", e concluiu: "É uma imagem que o captura como ele gostaria de ser visto, tão perfeitamente, na verdade, que pode durar mais que todo o resto." Harper escreveu: "Não acho que eja exagero dizer que a foto é quase perfeita, capturada sob extrema pressão e que destila a essência de um homem em todas as suas contradições."
Roland Oliphant, do The Daily Telegraph, sentiu que "[Trump] não poderia ter parecido mais um herói americano se tentasse", e chamou-o de "um produto do fotojornalismo de classe mundial – e também, talvez, dos instintos políticos inatos de Trump". Timothy Garton Ash disse nas redes sociais que a fotografia iria "mudar o curso da história do mundo".
"Vários fotógrafos preocupados em particular", relatou Aïda Amer do Axios, "que as imagens do comício pudessem se transformar em uma espécie de 'fotoganda'" para a campanha de Trump. Falando anonimamente, eles disseram que era "perigoso para as organizações de mídia continuarem compartilhando a foto [de Vucci], apesar de ela ser boa" porque foi a "relações públicas gratuita para Trump" que fez dele um "mártir".

### Imprensa
- Amer, Aïda (15 de julho de 2024). «How photographers view the photos of Trump's assassination attempt». Axios. Consultado em 17 de julho de 2024. Cópia arquivada em 17 de julho de 2024
- Barr, Jeremy (15 de julho de 2024). «'I have to do my job': Photojournalists capture images of Trump shooting». The Washington Post. ISSN 0190-8286. Consultado em 15 de julho de 2024
- Bauder, David (15 de julho de 2024). «In a world of moving pictures, photographs capture indelible moments in Trump assassination attempt» (em inglês). Associated Press. Consultado em 18 de julho de 2024
- Bleiker, Carla (14 de julho de 2024). «Photo of bloodied, defiant Trump takes on patriotic meaning». Deutsche Welle. Consultado em 14 de julho de 2024. Cópia arquivada em 15 de julho de 2024
- Donastorg, Mirtha (14 de julho de 2024). «The photographer who captured this iconic image recounts the moment shots were fired at Donald Trump». The Atlanta Journal-Constitution. ISSN 1539-7459. Consultado em 14 de julho de 2024. Cópia arquivada em 14 de julho de 2024
- Frazier, Kierra; Herszenhorn, Miles J. (13 de julho de 2024). «Photo of bloodied Trump fist pumping immediately spotlighted by his allies». Politico. Consultado em 14 de julho de 2024
- Gray, Geordie (15 de julho de 2024). «How AP photographer Evan Vucci captured this defining news image of our era». The Australian. Consultado em 15 de julho de 2024. Cópia arquivada em 15 de julho de 2024
- Grover, Ashima (15 de julho de 2024). «Story of Trump's iconic image after the failed assassination, video captures how Evan Vucci got the shot». Hindustan Times. Consultado em 15 de julho de 2024. Cópia arquivada em 15 de julho de 2024
- Harper, Tyler Austin (14 de julho de 2024). «A Legendary American Photograph». The Atlantic. Consultado em 14 de julho de 2024. Cópia arquivada em 14 de julho de 2024
- Oliphant, Roland (14 de julho de 2024). «Bloodied face, fist raised in defiance: how this image may win Trump the US presidency». The Daily Telegraph. Consultado em 15 de julho de 2024. Cópia arquivada em 14 de julho de 2024

### Comentários
- Das, Yudhaji (14 de julho de 2024). «Trump shot, Evan Vucci shot him again, for a history-changing photo». India Today. Consultado em 14 de julho de 2024. Cópia arquivada em 15 de julho de 2024
- Farago, Jason (16 de julho de 2024). «Still Images Define an Attack and its Aftermath». The New York Times. pp. A17. ISSN 0362-4331. Consultado em 16 de julho de 2024. Cópia arquivada em 16 de julho de 2024
- Kennicott, Philip (14 de julho de 2024). «A powerful photograph that could change America forever». The Washington Post. ISSN 0190-8286. Consultado em 14 de julho de 2024. Cópia arquivada em 14 de julho de 2024
- Nelson, Fraser (14 de julho de 2024). «Evan Vucci's Trump photo will define (and perhaps shape) history». The Spectator. Consultado em 15 de julho de 2024. Cópia arquivada em 15 de julho de 2024
- Oscar, Sara (15 de julho de 2024). «Elevation, colour – and the American flag. Here's what makes Evan Vucci's Trump photograph so powerful». The Conversation. Consultado em 15 de julho de 2024. Cópia arquivada em 16 de julho de 2024
- Wallace-Wells, Benjamin (14 de julho de 2024). «The Attempt on Donald Trump's Life and an Image That Will Last». The New Yorker. Consultado em 14 de julho de 2024. Cópia arquivada em 14 de julho de 2024

### Entrevistas
- AP photographer at Trump rally describes moment when shots were fired. Associated Press. 13 de julho de 2024. Consultado em 14 de julho de 2024. Cópia arquivada em 14 de julho de 2024
- AP photojournalist on what it was like documenting the Trump rally shooting. Associated Press. 14 de julho de 2024. Consultado em 14 de julho de 2024. Cópia arquivada em 15 de julho de 2024
- Hear from photographer who captured viral photo of Trump injured at rally. CNN. 14 de julho de 2024. Consultado em 15 de julho de 2024. Cópia arquivada em 15 de julho de 2024
- Milstein, Kara (15 de julho de 2024). «Behind the Cover: Interview With the Photographer of the Trump Image». Time. Consultado em 16 de julho de 2024. Cópia arquivada em 15 de julho de 2024